# عملية سنوبي
كانت عملية سنوبي عملية شنتها روديسيا رداً على إسقاط رحلة طيران روديسيا 825 من قبل جماعة جيش زيمبابوي للتحرير الوطني الأفريقي المتمردة المدعومة من الشيوعيين. تمت العملية في موزمبيق حيث كان يوجد العديد من مخيمات جيش زيمبابوي للتحرير الوطني الأفريقي، خاصة في المنطقة المحيطة بشيمويو. 

## خلفية
بعد أن أسقط المتمردون المدعومون من الشيوعية طائرة ركاب الفيكونت، طالب العديد من الروديسيين بضربة انتقامية واسعة النطاق ضد أهداف إرهابية في زامبيا، حيث تمركز عدد كبير من المتمردين. ومع ذلك، كان الهدف الخارجي الأول الذي ضربته قوات الأمن الروديسية بعد إسقاط الفيكونت، المجموعة البارزة لقواعد جيش زيمبابوي للتحرير الوطني الأفريقي حول شيمويو في موزمبيق. 

## العملية
قام الروديسيون بتدمير معسكرات جيش زيمبابوي للتحرير الوطني الأفريقي في وحول مدينة شيمويو من خلال مجموعة من العمليات البرية والضربات الجوية من قبل القوات الجوية الروديسية. في المجموع هاجمت قوات الأمن ودمرت خمسة وعشرين معسكراً للمتمردين. تم توزيع المخيمات على مساحة 33 كم2 ، والتي كانت على بعد 70 كم تقريبًا من الحدود الروديسية.
خلال العملية أرسلت موزمبيق عربات مدرعة لمساعدة جيش زيمبابوي للتحرير الوطني الأفريقي في شكل تسع دبابات تي-54 سوفيتية الصنع وأربع ناقلات جند مصفحة روسية من طراز بي تي آر-152. ومع ذلك، تم هزيمة الموزمبيقيين بسهولة من قبل وحدات النخبة من قوات الأمن الروديسية، التي تمكنت من تدمير إحدى المركبات المدرعة الموزمبيقية، وقتل عدد غير معروف من الموزمبيقيين.
ودمرت مقاتلات هوكر هنتر من سلاح الجو الروديسي ناقلتي جند مدرعتين موزمبيقيتين أخريين. وبحسب أرقام رسمية روديسية، قتل «عدة مئات» من المقاتلين خلال عملية سنوبي، بينما فقدت قوات الأمن جنديين فقط. أحدهم كان جنديًا من قوات الجو الخاصة ستيف دونيلي الذي قُتل بطريق الخطأ في غارة جوية صديقة شملت قنبلة غولف.

### فهرس
- Moorcraft، Paul L؛ McLaughlin، Peter (أبريل 2008) [1982]. The Rhodesian War: A Military History. Barnsley: Pen and Sword Books. ISBN:978-1-84415-694-8.  Moorcraft، Paul L؛ McLaughlin، Peter (أبريل 2008) [1982]. The Rhodesian War: A Military History. Barnsley: Pen and Sword Books. ISBN:978-1-84415-694-8.  Moorcraft، Paul L؛ McLaughlin، Peter (أبريل 2008) [1982]. The Rhodesian War: A Military History. Barnsley: Pen and Sword Books. ISBN:978-1-84415-694-8.